# KkStB 159 sorozat
| KFNB Ve kkStB 159 ČSD 334.0 sorozat | KFNB Ve kkStB 159 ČSD 334.0 sorozat | KFNB Ve kkStB 159 ČSD 334.0 sorozat | KFNB Ve kkStB 159 ČSD 334.0 sorozat |
| ----------------------------------- | ----------------------------------- | ----------------------------------- | ----------------------------------- |
| KFNB Ve 524 később kkStB 159.18     |                                     |                                     |                                     |
| Műszaki adatok                      |                                     |                                     |                                     |
| Pályaszám:                          | 511, 512                            | 513, 514, 519–524                   | 515–518                             |
| Jelleg:                             | C n2v                               | C n2v                               | C n2                                |
| Nyomtávolság:                       | 1 435 mm                            | 1 435 mm                            | 1 435 mm                            |
| Hossz:                              | 8 803 mm                            | 8 803 mm                            | 8 803 mm                            |
| Hossz szerkocsival:                 | 15 403 mm                           | 15 403 mm                           | 15 403 mm                           |
| Magasság:                           | 4 570 mm                            | 4 570 mm                            | 4 570 mm                            |
| Hajtókerék-átmérő:                  | 1 400 mm                            | 1 400 mm                            | 1 400 mm                            |
| Csatolt kerekek tengelytávolsága:   | 3 500 mm                            | 3 500 mm                            | 3 500 mm                            |
| Össztengelytávolság:                | 3 500 mm                            | 3 500 mm                            | 3 500 mm                            |
| Tengelytávolság szerkocsival:       | 10 695 mm                           | 10 695 mm                           | 10 695 mm                           |
| Üres tömeg:                         | 38,0 t                              | 38,0 t                              | 37,9 t                              |
| Tapadási tömeg:                     | 42,0 t                              | 42,0 t                              | 41,4 t                              |
| Szolgálati tömeg:                   | 42,0 t                              | 42,0 t                              | 41,4 t                              |
| Szolgálati tömeg szerkocsival:      | 74,3 t                              | 74,3 t                              | 73,6 t                              |
| Csőfűtőfelület:                     | 117,5 m²                            | 124,0 m²                            | 124,0 m²                            |
| Sugárzó fűtőfelület:                | 9,50 m²                             | 9,50 m²                             | 9,50 m²                             |
| Rostélyfelület:                     | 2,20 m²                             | 2,20 m²                             | 2,20 m²                             |
| Gőznyomás:                          | 12,0 at                             | 12,0 at                             | 12,0 at                             |
| Kisnyomású henger átmérője:         | 740 mm                              | 740 mm                              | -                                   |
| Nagynyomású henger átmérője:        | 480 mm                              | 480 mm                              | -                                   |
| Hengerek átmérője:                  | -                                   | -                                   | 460                                 |
| Dugattyúlöket:                      | 660 mm                              | 660 mm                              | 660 mm                              |
| Szerkocsi típusa                    | 47                                  | 47                                  | 47                                  |
| Vízkészlet:                         | 12,0 m³                             | 12,0 m³                             | 12,0 m³                             |
| Tüzelőanyagkészlet:                 | 7,5 m³                              | 7,5 m³                              | 7,5 m³                              |

A kkStB 159 egy tehervonati szerkocsisgőzmozdony-sorozat volt a  cs. kir. osztrák Államvasutaknál (k.k. österreichische Staatsbahn, kkStB), amely mozdonyok eredetileg a Ferdinánd császár Északi Vasúté (Kaiser Ferdinands Nordbahn, KFNB) voltak.
A KFNB Ve sorozat mozdonyainak úgynevezett gyorstehervonatokatokat kellett továbbítaniuk. A Bécsújhelyi Mozdonygyár 1890 és 1891-ben szállította ezt a 14 db C tengelyelrendezésű mozdonyt. Közülük négy ikergépes, a többi kompaund rendszerű volt. Az ikergépesek nem váltak be, ezért hamarosan átsorolták őket a KFNB VIII sorozatba. Az ikergépes mozdonyok azután Ostravába kerültek, ahol tolató- és szállítószolgálatot láttak el a szénbányákban.
A kkStB az államosítással hozzá került KFNB Ve sorozatú mozdonyokat a 159 sorozatába osztotta be. Az ikergépesek 159.01-04, a kompaundok pedig 159.11-20 pályaszámokat kaptak.
Az első világháború után valamennyi 159 sorozatú mozdony a Csehszlovák Államvasutakhoz (ČSD) került a ČSD 334.0 sorozatba. 1962-ig selejtezték őket.

## Fordítás
- Ez a szócikk részben vagy egészben  a   kkStB 159 című német Wikipédia-szócikk fordításán alapul.  Az eredeti cikk szerkesztőit annak laptörténete sorolja fel. Ez a jelzés csupán a megfogalmazás eredetét és a szerzői jogokat jelzi, nem szolgál a cikkben szereplő információk forrásmegjelöléseként.